# Скотсдейл (Аризона)
Скотсдейл (на английски: Scottsdale в превод Долината на Скот) е град в щата Аризона, САЩ. Скотсдейл е с население от 240 410 жители (приб. оценка 2005 г.), а общата площ на града е 477,70 км² (184,20 мили²). Скотсдейл се намира в окръг Марикопа. В съседство на Скотсдейл на запад се намира и град Финикс.

## Побратимени градове
- Кернс, Австралия от 1987 г.

## Известни личности
Починали в Скотсдейл
- Роналд Еванс (1933 – 1990), космонавт
- Джими Смит (1925 – 2005), музикант
- Джоузеф Алън Хайнек (1910 – 1986), уфолог

## Галерия
- Scottsdale Arts District
- Old Town Scottsdale
- Scottsdale City Hall
- Изглед от Скотсдейл

1. ↑  Explore Census Data – Scottsdale city, Arizona //   Бюро за преброяване на населението на САЩ. Посетен на 3 ноември 2021 г.
2. ↑  data.census.gov //   Посетен на 1 януари 2022 г.